# Anna Ostrogska
Anna Ostrogska z Kostków (ur. 26 maja 1575 w Jarosławiu, zm. 30 lub 31 października 1635 w Jarosławiu) – księżna herbu Dąbrowa. Córka wojewody sandomierskiego Jana Kostki i Zofii z Odrowążów.

## Życiorys
Została szybko osierocona przez rodziców - jej matka zmarła w 1580 r., a ojciec w 1581 r.. Przebywała wtedy według testamentu pod opieką brata przyrodniego Jana Kostki, który sprawował nadzór nad jej majątkiem Prawdopodobnie po śmierci przyrodniego brata Jana w czerwcu 1592 r. opiekę nad Anną i jej siostrą Katarzyną przejął stryj Krzysztof Kostka, wojewoda pomorski. W roku 1592 lub 1593 Anna wyszła za mąż za wyznawcę prawosławia Aleksandra Ostrogskiego. Wesele odbyło się na zamku w Golubiu. Po ślubie Anna zamieszkała w Jarosławiu. W 1594 r. dokonała wraz z siostrą podziału dóbr macierzystych. Przypadła jej wówczas połowa miasta Jarosławia wraz z 19 wsiami oraz klucz kańczudzki w ziemi przemyskiej, Dzików i klucz piękoszowski w ziemi sandomierskiej, Czercz na Podolu oraz dwór w Krakowie. W 1606 r. wykupiła od Katarzyny drugą połowę miasta Jarosławia, stając się w ten sposób właścicielkq 16 miast i 153 wsi.
Po śmierci męża w 1603 r. prowadziła bardzo pobożne życie. Choć zgodnie z umową małżeńską, córki miały być katoliczkami po matce, a synowie prawosławnymi po ojcu, po 1608 r. Anna czyniła starania o nawrócenie synów na katolicyzm. Była fundatorką bursy przy kolegium, do której m.in. w 1604 r. zakupiła ubrania dla ubogich uczniów. Według legend cechowało ją wielkie miłosierdzie wobec innych. 
Księżna ofiarowała jezuitom folwarki w Tywonii, Łazach i Ptehorce na Wołyniu oraz pieniądze na zakup wsi Łowce. 
W 1611 r. sprowadziła do Jarosławia benedyktynki, a w 1614 r. wybudowała dla nich klasztor i kościół na Przedmieściu Ruskim (obecny kościół św. Mikołaja). Była propagatorką powstania w 1629 r. jezuickiego kolegium zamiejskiego przy kościele Matki Boskiej Bolesnej. Podarowała w 1633 r. kościołowi św. Jana srebrną podobiznę św. Ignacego wykonaną w Augsburgu. W 1624 r. sporządziła testament, w którym wyraziła wolę spoczęcia w kaplicy św. Krzyża w tymże kościele.
Zmarła po długotrwałej chorobie w 1635 w Jarosławiu. Data jej śmierci jest podawana różnorodnie: według A. Duryjewskiego był to 20 września, według Ignacego Rychlika 30 października, według ks. Franciszka Siarczyńskiego 6 listopada. Tę ostatnią datę, jako datę śmierci Anny Ostrogskiej, przyjmuje również Krystyna Kieferling. Z kolei według Jakuba Makary tego dnia odbył się już pogrzeb księżnej.
Polski Słownik Biograficzny podaje jako datę jej śmierci 30 lub 31 października 1635 r. Uroczystości pogrzebowe odbyły się w dniach 7-9 stycznia 1636 i przewodniczył im bp przemyski Andrzej Grochowski. Kazanie pogrzebowe wygłosił m.in. prowincjał jezuitów Marcin Hińcza. Ciało księżnej spoczęło w szklanej trumnie w jezuickim kościele św. Jana w Jarosławiu.

## Rodzina
Z małżeństwa z Aleksandrem Ostrogskim miała ośmioro dzieci. Trzech synów - Aleksander, Krzysztof i Wasyl - zmarło w latach 1605-1608.
- Aleksander
- Krzysztof
- Wasyl
- Zofia Lubomirska (1595-1622)
- Adam Konstanty (1596-1618)
- Janusz Paweł (1598-1619)
- Anna Alojza Chodkiewicz (1600-1654)
- Katarzyna Zamoyska (1602-1642)

## Tytuły od narodzin do śmierci
- 1575–1635: księżna Anna
- 1575–1592: wojewodzianka Anna Kostka
- 1592–1635: wojewodzina Anna Ostrogska